# Calophasia casta
Calophasia casta är en fjärilsart som beskrevs av Moritz Balthasar Borkhausen 1793. Calophasia casta ingår i släktet Calophasia och familjen nattflyn. Inga underarter finns listade i Catalogue of Life.